# Joseph Schemerl von Leythenbach
Joseph Schemerl, ab 1811 Ritter von Leythenbach (slowenisch Jožef Šemrl, * 26. März 1754 in Laibach, Herzogtum Krain, Habsburgermonarchie; † 28. Jänner 1844 in Wien, Kaisertum Österreich) war ein österreichischer Architekt, Wasserbauingenieur und Fachbuchautor.

## Beruf

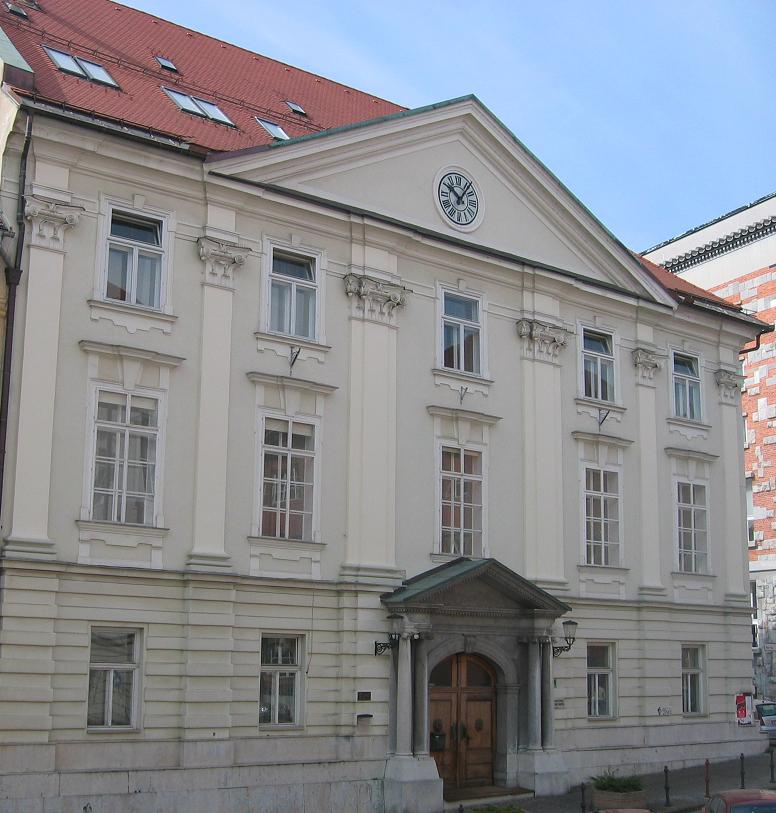
Fassade der heutigen Slowenischen Akademie der Wissenschaften und Künste in Laibach, damals Landhaus (1786–1790)

Joseph Schemerl besuchte das Laibacher Jesuitengymnasium, wo ihn ein Lehrer für die Hydrotechnik begeisterte. 1777–1779 unternahm er eine Studienreise in die Niederlande und in deutsche Länder, um Kanalbauten kennenzulernen. Dann war er in Laibach berufstätig, zuletzt als Straßenbaudirektor. Er war gelegentlich Gast der Tischrunden, zu denen Sigmund Zois von Edelstein, damals der reichste Krainer, Talente aus vielen Bereichen versammelte. 1786–1790 gestaltete er die Fassade des Landhauses, in dem heute die Slowenische Akademie der Wissenschaften und Künste untergebracht ist. Vor 1799 kam er nach Wien und leitete 1799–1803 den Ausbau des Wiener Neustädter Kanals.
Für die Wiener Donauregulierung schlug er 1810 einen Durchstich vor, wie er dann erst 1870–1875 im Zuge der ersten Regulierung ausgeführt wurde. 1811 wurde er von Kaiser Franz I. in den Adelsstand erhoben.

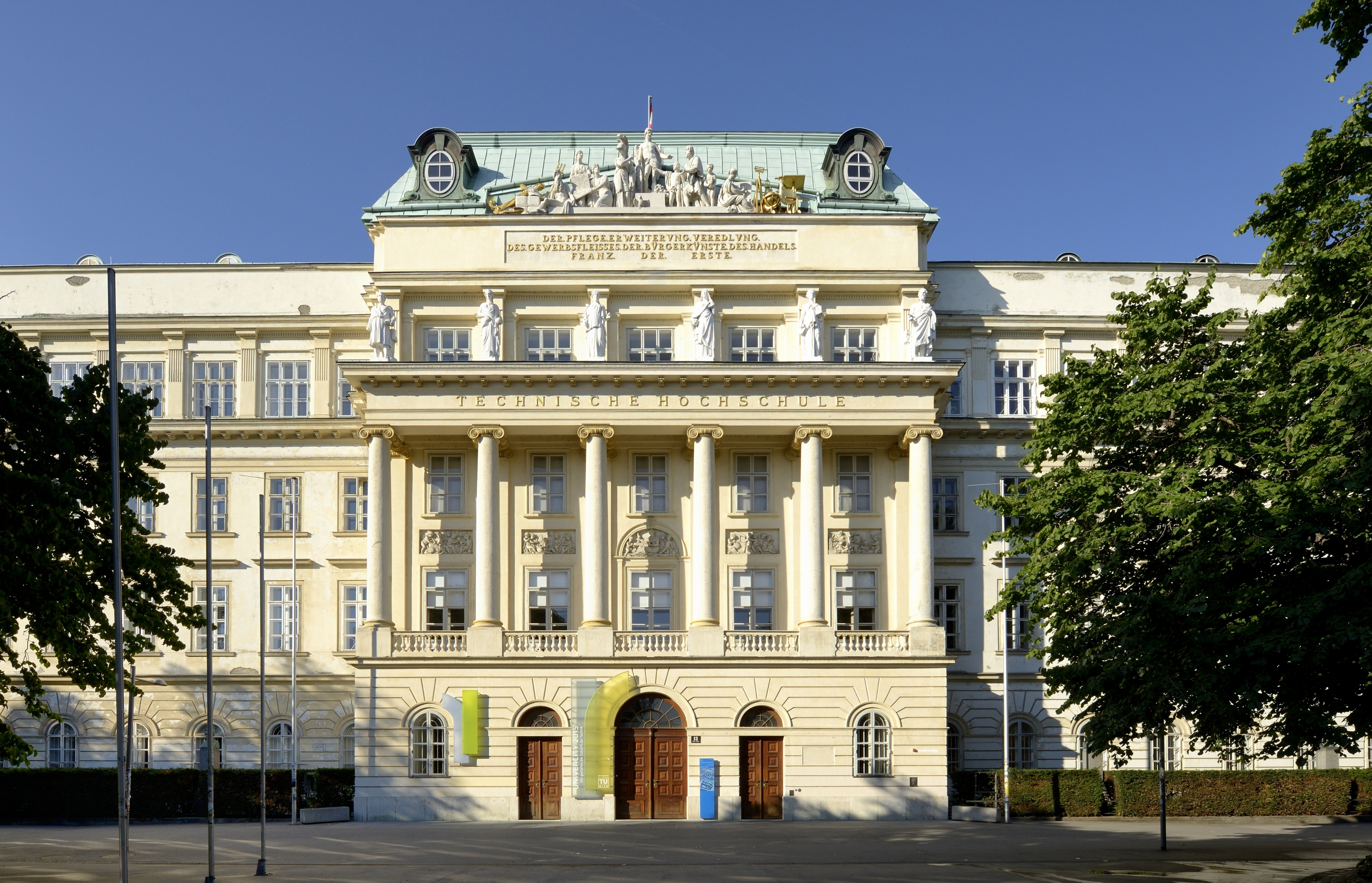
Einstiges Polytechnikum, bis 1818 errichtet, heute Technische Universität Wien

1815–1818 leitete Schemerl die Planung für das neue Gebäude des Polytechnischen Instituts am Karlsplatz, damals vor den Toren der ummauerten Stadt Wien, heute Hauptgebäude der Technischen Universität Wien.
Schemerl wurde unter Kaiser Franz I. 1804 zum Regierungsrat ernannt, 1809 zum Hofbauratsdirektor, 1833 zum Hofrat. Er wurde mit dem kaiserlichen Leopold-Orden ausgezeichnet.
1836 wurde er im Hof- und Staatsschematismus des Österreichischen Kaiserthumes mit den weiteren Angaben Landstand in Krain, außerordentlicher Rath der k.k. Akademie der bildenden Künste zu Wien, Ehrenmitglied der k.k. Akademie der schönen Künste zu Venedig und der Gesellschaft des Ackerbaues und der Künste zu Laibach erwähnt. Schemerl war damals auch Hofbaubuchhaltungs-Vorsteher. Als Hofbaurat stand ihm Peter Nobile zur Seite.

## Familie
Schemerl war mit Sara Kappus von Pichelstein (1756–1808) verheiratet und hatte mit ihr sieben Kinder: Augustin (* 1784, Kanzlist), Maria Josefa (* 1788), Rosa (* 1789), Raphael (* 1790), Felix Eugen (* 1794), Maria (* 1798) und Josefa (* 1801).
Der Vater von Schemerls Laibacher Gesprächspartner Sigmund Zois, Michael Angelo Zois (1694–1777), war in zweiter Ehe mit Johanna Katharina (* 1726) aus der gleichen Familie verheiratet.

## Tod, Würdigung
Schemerl starb im 1784–1790 errichteten sogenannten Bürgerspitalzinshaus, dem damals größten Miethaus Wiens, das sich innerhalb der Stadtmauern auf dem Areal des heutigen Albertinaplatzes befand.

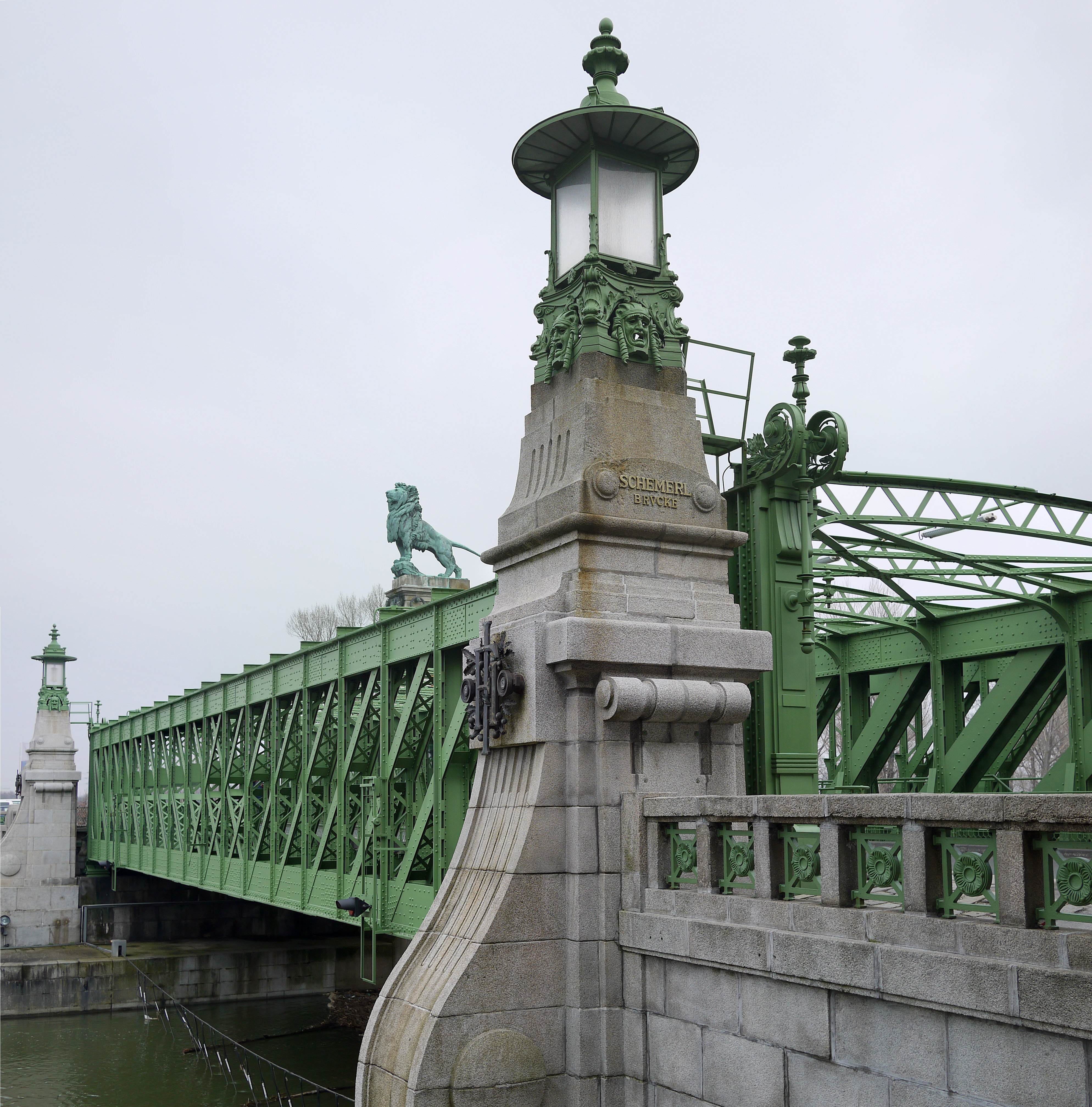
Schemerlbrücke

Zu seinen Ehren wurde die Straßenbrücke über den Donaukanal bei der 1894–1899 nach Entwurf von Otto Wagner errichteten Nussdorfer Wehr- und Schleusenanlage Schemerlbrücke benannt und heißt bis heute so.
1904 wurde im 11. Wiener Gemeindebezirk die Schemmerlstraße benannt; wie nicht selten wurde hier sein Name irrtümlich Schemmerl statt Schemerl geschrieben. Die Straße begleitet die um 1880 errichtete Aspangbahn, die hier auf dem zugeschütteten Wiener Neustädter Kanal errichtet wurde.
Als Schemerls Geburtsjahr wird in der Literatur seit langem auch 1754 genannt. In der Todesmeldung der Wiener Zeitung vom 31. Jänner 1844 wurde sein Alter allerdings mit 91 Jahren angegeben, was das Geburtsjahr 1754 ausschließt.

## Werke
- Ausführliche Anweisung zur Entwerfung, Erbauung, und Erhaltung dauerhafter, und bequemer Straßen. 3 Bände. Wien, Degensche Buchhandlung, 1807.